# Love Camp 7
Love Camp 7 és una pel·lícula de sèrie B de nazisploitation i dones a la presó dels Estats Units estrenada el 1969. Fou dirigida per Lee Frost i escrita per Wes Bishop i Bob Cresse, el darrer dels quals també representa un sàdic comandant del camp.

## Sinopsi
La pel·lícula segueix a dues dones oficials nord-americanes (interpretades per Maria Lease i Kathy Williams) que s'ofereixen voluntàries per entrar encobertes en un campament nazi per obtenir informació i possiblement rescatar una reclusa. Les recluses del camp serveixen com a esclaves sexuals dels oficials alemanys i són sotmeses a tractes humiliants, tortures i violacions. Quan les dues agents s'assabenten que el seu objectiu està retingut en règim d'aïllament, una d'elles disposa a ser castigada perquè pugui contactar. Això la porta al tinent Harman (Lease) i és despullada i colgada pels canells. L'objectiu utilitza el seu cos per alliberar Harman i intenten escapar. El pla d'escapada acaba en una batalla culminant. La pel·lícula mostra nuesa frontal completa femenina durant la majoria de la pel·lícula.

## Repartiment
- Bob Cresse: Comandant
- Maria Lease: Linda Harman
- Kathy Williams: Grace Freeman
- John Alderman: Capità Robert Calais
- David F. Friedman: Coronel Max Kemp

## Recepció
La pel·lícula es veu com un clàssic de culte perquè representa l'inici d'una moda per a les pel·lícules d'explotació sobre dones a la presó als anys 70, com ara Women in Cages (1971) i The Big Bird Cage (1972), ambdues van fer de Pam Grier un nom reconeixible en el gènere. També és la primera del gènere nazisploitation de pel·lícules de camps de concentració, com Ilsa, She Wolf of the SS (1974)–produïda per David F. Friedman i que generà nombroses seqüeles amb Dyanne Thorne com a protagonista– i les italianes La svastica nel ventre (1977) i L'ultima orgia del III Reich (1977), l'última de les quals va ajudar a llançar la carrera de Daniela Poggi en el món de l'espectacle.
El British Board of Film Classification va denegar un certificat de vídeo el 2002 i per la New Zealand Office of Film & Literature Classification. El BBFC va confirmar el seu rebuig a la pel·lícula quan es va presentar per obtenir un certificat per a la transmissió en streaming el 2020. Originalment va ser prohibida a Austràlia, abans de passar diverses vegades en una versió modificada amb una qualificació R18 +. Finalment es va aprovar sense tallar l'any 2005.